# Aleksej Kaštanov
Aleksej Dmitrievič Kaštanov (in russo Алексей Дмитриевич Каштанов?; Djat'kovo, 13 marzo 1996) è un calciatore russo, attaccante dell'Ural.

## Carriera
Ha trascorso la prima parte della carriera giocando in diverse squadre delle serie minori del campionato russo. Nel 2022, il Rodina Mosca lo ha ceduto in prestito all'Ural, con cui ha esordito in Prem'er-Liga il 16 luglio dello stesso anno, nell'incontro perso 2-0 in trasferta contro il CSKA Mosca.

## Statistiche

### Presenze e reti nei club
Statistiche aggiornate al 25 marzo 2025.
| Stagione            | Squadra             | Campionato          | Campionato | Campionato | Coppe nazionali | Coppe nazionali | Coppe nazionali | Coppe continentali | Coppe continentali | Coppe continentali | Altre coppe | Altre coppe | Altre coppe | Totale | Totale |
| Stagione            | Squadra             | Comp                | Pres       | Reti       | Comp            | Pres            | Reti            | Comp               | Pres               | Reti               | Comp        | Pres        | Reti        | Pres   | Reti   |
| ------------------- | ------------------- | ------------------- | ---------- | ---------- | --------------- | --------------- | --------------- | ------------------ | ------------------ | ------------------ | ----------- | ----------- | ----------- | ------ | ------ |
| 2015-2016           | Kaluga              | 2D                  | 13         | 1          | CR              | 0               | 0               |                    | -                  | -                  |             | -           | -           | 13     | 1      |
| 2018-feb. 2019      | Kvant Obninsk       | 2D                  | 8          | 1          | CR              | 0               | 0               |                    | -                  | -                  |             | -           | -           | 8      | 1      |
| gen.-giu. 2021      | Rodina Mosca        | 2D                  | 13         | 5          |                 | -               | -               |                    | -                  | -                  |             | -           | -           | 13     | 5      |
| lug.-set. 2021      | Rodina Mosca        | 2D                  | 7          | 2          | CR              | 1               | 0               |                    | -                  | -                  |             | -           | -           | 8      | 2      |
| Totale Rodina Mosca | Totale Rodina Mosca | Totale Rodina Mosca | 20         | 7          |                 | 1               | 0               |                    |                    |                    |             |             |             | 21     | 7      |
| 2021-2022           | Volga Ul'janovsk    | 2D                  | 20         | 13         |                 | -               | -               |                    | -                  | -                  |             | -           | -           | 20     | 13     |
| 2022-2023           | Ural                | PL                  | 28         | 5          | CR              | 0               | 0               |                    | -                  | -                  |             | -           | -           | 28     | 5      |
| 2023-2024           | Ural                | PL                  | 26         | 6          |                 | -               | -               |                    | -                  | -                  |             | -           | -           | 26     | 6      |
| Totale Ural         | Totale Ural         | Totale Ural         | 54         | 11         |                 | 0               | 0               |                    |                    |                    |             |             |             | 54     | 11     |
| 2024-2025           | Fakel Voronez       | PL                  | 14         | 2          | CR              | 2               | 0               |                    | -                  | -                  |             | -           | -           | 14     | 2      |
| Totale carriera     | Totale carriera     | Totale carriera     | 65         | 23         |                 | 3               | 0               |                    | -                  | -                  |             | -           | -           | 132    | 35     |